# Antropophagus
Antropophagus (en España: Gomia: terror en el Mar Egeo) es una  película italiana de terror de 1980 dirigida por Joe D'Amato. Fue escrita por D'Amato y el actor George Eastman, quien protagoniza la cinta junto a Tisa Farrow, Saverio Vallone y Serena Grandi. Es considerada una película de culto, una de las más representativas del gore italiano.
Forma parte del subgénero de películas de caníbales, aunque a diferencia de otros exponentes del mismo la acción no transcurre en la Amazonia, sino en Grecia. La película se proyectó en 2006 en la prestigiosa Cinemateca Francesa, en un homenaje a D'Amato.
Un año después de realizar Antropophagus el mismo equipo creativo realizó una semi-secuela llamada Rosso sangue (1981), la cual fue estrenada internacionalmente con el título Absurd, aunque también es conocida como Antropophagus 2 y The Grim Reaper 2. Algunos artículos en Internet afirmaban que D'Amato estaba considerando realizar una auténtica secuela de Antropophagus, algo que D'Amato confirmó una vez en las noticias, pero luego lo negó y la secuela nunca se llevó a cabo.

## Sinopsis
Unos turistas llegan a una pequeña isla griega que se encuentra completamente abandonada. Al explorar lugares de la misma y tratando de descubrir por qué no hay habitantes se encuentran con una sala secreta, y de repente son atacados por un caníbal psicópata que emerge de allí y los persigue por toda la isla, decidido a matarlos uno por uno.

## Reparto
- George Eastman ... Nikos Karamanlis
- Tisa Farrow ... Julie
- Saverio Vallone ... Andy
- Serena Grandi ... Maggie (acreditada como Vanessa Steiger)
- Margaret Mazzantini ... Henriette, Rita (acreditada como Margaret Donnelly)
- Mark Bodin ... Daniel
- Bob Larson ... Arnold
- Rubina Rey ... Irina Karamanlis
- Simone Baker ... Primera víctima
- Mark Logan ... Segunda víctima
- Zora Kerova ... Carol
- Joe D'Amato ... Hombre con barba saliendo del teleférico (no acreditado)

## Controversia
En el Reino Unido la película se colocó en la lista clasificada de video nasties desde 1984. Esto se debió principalmente a la famosa escena donde el caníbal psicópata estrangula a una embarazada, y luego extrae por vía natural y se come al feto. En realidad, el feto era un conejo muerto y desollado, con un intestino de cerdo pegado para simular el cordón umbilical. Esto no impidió que la película fuera falsamente descrita y considerada como una película snuff, una historia que apareció incluso en la BBC. Otro momento impactante es el final, cuando el asesino resulta eviscerado y muere mordiendo sus propias entrañas, escena presentada en el cartel original de la película. El film estaba disponible en el Reino Unido en su forma censurada, bajo el título Anthropophagus: The Grim Reaper. De hecho, fue censurada en numerosos países, como Estados Unidos, donde fue estrenada con otra banda sonora y las escenas más gore eliminadas.
En 2015, fue lanzada en blu-ray, remasterizada e íntegra, sin cortes ni censura.